# تشارلز ر. هام
تشارلز ر. هام (بالإنجليزية: Charles R. Hamm)‏ هو ضابط أمريكي، ولد في 23 ديسمبر 1933 في ليتل روك في الولايات المتحدة.